# Zopilostoc
Zopilostoc är en ort i Mexiko.   Den ligger i kommunen General Heliodoro Castillo och delstaten Guerrero, i den södra delen av landet, 210 km söder om huvudstaden Mexico City. Zopilostoc ligger 1 545 meter över havet och antalet invånare är 576.
Terrängen runt Zopilostoc är varierad. Runt Zopilostoc är det ganska glesbefolkat, med 21 invånare per kvadratkilometer. Närmaste större samhälle är Tlacotepec, 5,7 km norr om Zopilostoc. I omgivningarna runt Zopilostoc växer huvudsakligen savannskog.